# Enarthrocarpus lyratus
Enarthrocarpus lyratus är en korsblommig växtart som först beskrevs av Peter Forsskål, och fick sitt nu gällande namn av Dc. Enligt Catalogue of Life ingår Enarthrocarpus lyratus i släktet Enarthrocarpus och familjen korsblommiga växter, men enligt Dyntaxa är tillhörigheten istället släktet Enarthrocarpus och familjen korsblommiga växter. Arten har ej påträffats i Sverige. Inga underarter finns listade i Catalogue of Life.